# Alchemilla reversantha
Alchemilla reversantha är en rosväxtart som beskrevs av A. Plocek. Alchemilla reversantha ingår i släktet daggkåpor, och familjen rosväxter. Inga underarter finns listade i Catalogue of Life.